# Livre des Juges
Le Livre des Juges (en hébreu : ספר שופטים Sefer Shoftim) est l'un des livres de la Bible hébraïque (l'Ancien Testament pour les chrétiens). Il raconte la période de l'histoire des Hébreux entre la conquête du Pays de Canaan (rapportée dans le Livre de Josué) et l'apparition de la royauté. À cette époque (vers -1150 - -1130), c'est sous la pression d'un danger et sur un mode défensif que les tribus d'Israël mettent à leur tête un chef militaire et politique valeureux, un « juge », envoyé par Yahvé pour guider les Hébreux face aux ennemis et aux divisions et les rétablir dans leurs croyances. On appelle donc cette époque celle des Juges (shofet).
Les spécialistes considèrent que le Livre des Juges est un ouvrage avant tout théologique (Yahvé constate la dépravation de son peuple et envoie un personnage pour le guider sur la bonne voie) et n'a pas ou peu de valeur historique. Il est vraisemblablement rédigé entre le VIIIe et le Ve siècle av. J.-C. On peut d'ailleurs se demander si l'intention de ce livre n'est pas de faire l'apologie du système monarchique israélite. En effet, la guerre civile intra-israélite impliquant les tribus d'Ephraïm et de Benjamin se termine par la phrase suivante, qui conclut d'ailleurs le livre: "En ce temps-là, il n'y avait point de roi en Israël. Chacun faisait ce qui lui semblait bon" (Juges 21, 25)
Plusieurs histoires racontées dans ce livre sont particulièrement connues, comme celle de Samson et Dalila, ou celle de Débora.

## Récit biblique

### Résumé
Le livre des Juges, situé dans un temps où la monarchie n’a pas encore été établie en Israël, consiste en des histoires portant sur les héros des batailles avec les Cananéens, les Madianites et les Philistins. Les Juges étaient des chefs militaires, jouant des rôles importants en temps de crise. Ils étaient responsables de fournir des jugements aux peuples locaux, et de diriger les alliances temporales entre les tribus. Les juges ne sont guidés ni par les lois de l’Alliance ni par celles de l’exode. Dans la grande majorité des cas, la vénération de Yahvé était partagée parmi les communautés, à l’exception de l’histoire de Gédéon. Les Juges étaient choisis non pas pour leur vertu mais pour leurs capacités et habiletés dans des temps de difficulté parmi les populations. (Silberman & Finkelstein, 33)
Les chapitres 1 à 3 sont la préface de tout le livre. Ils expliquent le schéma qui se répète pour les douze juges qui suivent : leur désobéissance aux commandements de Dieu (caractérisée par l'idolâtrie d'autres dieux, le mariage avec d'autres peuples, etc.) est une rupture contractuelle de l'Alliance entre celui-ci et les Hébreux, qui sont alors empêchés par Dieu de conquérir pleinement le pays de Canaan. Ce n'est que lorsqu'ils se tournent alors à nouveau vers le Seigneur dans leur détresse, que celui leur envoie des Juges (personnages qui le représentent) pour les sauver et les tourner à nouveau vers Dieu.
Les chapitres 4 et 5 racontent l'histoire de Déborah et de Barak, qui délivrèrent Israël des Cananéens.
Les chapitres 6 à 8 contiennent les expériences édifiantes de Gédéon, que le Seigneur bénit pour qu'il délivre Israël des Madianites.
Aux chapitres 9 à 12, plusieurs hommes remplissent les fonctions de juges en Israël, essentiellement dans l'apostasie et sous l'oppression. Il y est notamment question du juge Abimelech et de Jephté.
Les chapitres 13 à 16 parlent de l'apparition et de la chute du dernier juge, Samson.
Les derniers chapitres, 17 à 21, peuvent être considérés comme un appendice qui révèle la profondeur des péchés d'Israël.

### Premiers chapitres
Après les premières conquêtes réalisées sous la conduite de Josué, le récit constate que les Israélites, bien que dominant la plus grande partie du pays de Canaan, n'ont pas expulsé tous les Cananéens et continuent de vivre à leur proximité, adoptant régulièrement leurs cultes idolâtres. Dieu considère alors que c'est un bon moyen de mettre régulièrement Son peuple à l'épreuve et de le punir à chaque fois qu'il s'éloignera de Lui. Ainsi, le livre des Juges reflète le cycle continu, pour les tribus israélites, de périodes de paix puis de décadence et de domination étrangère puis de repentir sous la direction d'un chef, d'un juge, qui rétablit la paix et le culte de Dieu et délivre le peuple de l'oppression de ses ennemis.

### Othoniel
Au sud, Caleb de la tribu de Juda conquiert Hébron sur les Benê-Anaq. Son neveu Othoniel, fils de Qenaz, s'empare de Qiryat-Sépher. Il lutte aussi contre les Édomites.
Kusham-Risheatayim, un roi venu de la région de l'Euphrate, entre dans le pays de Canaan avec sans doute l'intention de conquérir l'Égypte. Vaincu par le pharaon, il bat en retraite avec son armée en pillant le pays sur son passage. Othoniel réussit à rassembler une armée et à le chasser.

### Ehud
Ehud, fils de Guéra, un chef benjaminite tributaire des Moabites, profite du moment où il apportait le tribut pour assassiner Eglôn, roi de Moab. Cet assassinat donne le signal de la révolte des Benjaminites qui repoussent les Moabites de l'autre côté du Jourdain.

### Samgar
Après Ehud, il y eut Shamgar, fils d'Anath. Il battit 600 Philistins avec un aiguillon à bœufs. Lui aussi est un libérateur d'Israël.

### Débora
Devant la menace de Siséra de Haroshet ha-Goyîm, vraisemblablement le chef d'un des peuples de la mer, Barac de Qédesh de Nephtali (Hébreux de Galilée) s'allie avec la prophétesse Débora de la montagne d'Ephraïm (confédération israélite). Ils battent Siséra près du torrent de Qishôn, grâce à une pluie torrentielle qui provoque l'enlisement des chars ennemis (bataille des eaux de Megiddo).

### Gédéon
Gédéon d'Ophrah, fils de Yoach, organise la tribu de Manassé et prend la tête de la lutte contre les Madianites, pillards venus du Sud et de l'Est qui utilisent des chameaux. Il les rejette au cours d'une première campagne hors de la Terre d'Israël à la bataille de Eïn-Harod. Leurs chefs Oreb et Zeéb sont exécutés par les Ephraïmites qui bloquent les gués du Jourdain. À la suite d'un autre raid madianite près du mont Thabor, Gédéon les poursuit jusqu'à la rive est du Jourdain et exécute leurs chefs Zébah et Salmunna. Au cours de cette seconde campagne, Gédéon réduit les opposants de Penouel et Soukkot dans la moyenne vallée du Jourdain (groupe de Makîr). À la suite de ces succès militaires, un fort courant se dessine en faveur de Gédéon pour le proclamer roi. Mais il se refuse à fonder une dynastie.

### Abimelech
Un des fils de Gédéon, Abimelech, se proclame roi à Sichem. Le peuple se révolte et Abimelech fait incendier la ville au cours d'une bataille sanglante. Il est grièvement blessé par le jet d'une pierre dans une bataille en essayant d'asservir une autre ville, et demande à son écuyer de l'achever.

### Juges bibliques
- Thola
- Jaïr
- Ibtsan
- Élon
- Abdon

### Jephté
Jephté, chef de bande, est désigné par les chefs traditionnels de Galaad pour conduire la guerre contre les Ammonites qui les menaçaient. Sa victoire provoque la jalousie des Ephraïmites, mais leurs représailles échouent et Galaad gagne son autonomie et n'est probablement rattaché à la tribu de Manassé qu'après la victoire de Gédéon sur les Madianites.

### Samson
Selon une légende de la région de Bet-Shemesh, Samson, de la tribu de Dan, lutte contre les Philistins, en tue mille avec une mâchoire d’âne, mais est trahi par Dalila qui le rase (il tenait sa force de sa chevelure) et le livre. Ayant retrouvé ses forces, il renverse le temple de Dagon sur lui-même et sur les Philistins.
La tribu de Dan était sédentarisée dans le nord de Shéphélah. Au cours de la première moitié du XIIe siècle av. J.-C., probablement sous la pression des Philistins, certains clans de Dan quittent Zoréa et Eshtaol pour s'installer plus au nord dans la haute vallée du Jourdain autour de l’ancienne Laïsh, ou Leshem. D'autres restent dans la zone frontière, souvent dans la mouvance philistine jusqu'à l'époque de David qui les rattachera à la « maison de Juda ».[réf. nécessaire]

### Guerre éphraïmito-benjaminite
À la suite d'un crime commis à Gibéa (en), les clans du sud de la montagne d'Éphraïm (tribu de Joseph) se solidarisent avec le coupable au lieu de le livrer. Ils affirment ainsi leur autonomie par rapport aux autres clans israélites. Vaincus après une assez longue guerre civile, les Benjaminites obtiennent toutefois leur autonomie.

## Composition et historicité
L'époque des Juges est largement considérée aujourd'hui comme une construction théologique, et non une réalité historique. Il y a par contre débat sur la place du livre parmi les Prophètes postérieurs. Les spécialistes hésitent entre une composition après la conquête du royaume d'Israël (fin du VIIIe siècle av. J.-C.) et une création à l'époque perse (Ve siècle av. J.-C.) ou plus tard encore. Le livre des Juges reflète donc plus les contextes historiques de ses époques de rédaction, même s'il est possible qu'il contienne quelques vagues éléments dérivés de souvenirs de périodes plus reculées.
Selon F. M. Cross et E. Cortese, ce n'est que sous Josias, c'est-à-dire au VIIe siècle av. J.-C., que la rédaction commence. Pour d'autres, comme E. A. Knauf, le récit de Débora aurait été composé à Béthel après 720 av. J.-C. Pour W. Richter, il aurait été transformé sous Josias, mais à partir de sources plus anciennes qu'il situe à l'époque de Jéhu. Quoi qu'il en soit, on peut dire que le livre des Juges a connu une longue élaboration rédactionnelle, et que la période de sa composition s'étale justement entre les deux bornes citées précédemment.